# 萧咸
萧咸（前1世纪—2年），字仲，东海郡兰陵县（今山东兰陵县西南）人，迁居杜陵（今陕西西安东南）。西汉官员。萧望之之子，萧育、萧由的兄弟。
萧咸初为丞相史，举茂材，为好畤令，转任淮阳国内史、泗水国内史，张掖郡、弘农郡、河东郡太守。在官有治绩，多次增秩赐金。后来免官，再任越骑校尉、护军都尉、中郎将，奉命出使匈奴。官至大司农。在官任上去世。
| 前任： 弘譚 | 西汉大司农 1年—2年 | 繼任： 孫寶 |